# ماي واي
ماي واي، أغنية شهيرة جداً لفرانك سيناترا. كتب كلماتها بول عنقا، وأخذت الموسيقى من أغنية فرنسية "Comme d'habitude" التي أداها كلود فرانسوا عام 1967، إلا أن الكلمات الإنجليزية التي وضعها عنقا غير مرتبطة بكلمات الأغنية الفرنسية. حققت أغنية «ماي واي» نجاحاً إذ أداها عدد من أشهر المغنين كإلفيس بريسلي وسيكس بيستلس وسيلين ديون وشيرلي باسي. سجّل فرانك سيناترا هذه الأغنية في 30 ديسمبر عام 1968، وأطلقت للجمهور في أوائل عام 1969 ضمن ألبوم «ماي واي» وكأغنية مفردة.
استمرت أغنية سيناترا على قائمة أفضل 40 أغنية في المملكة المتحدة لمدة 75 أسبوعاً منذ أبريل 1969 حتى سبتمبر 1971. وهو رقم قياسي لم تكسره أي أغنية أخرى بعد.
سجل عنقا الأغنية مرة أخرى عام 1969 بصوته. كما سجلها أربع مرات أخرى لاحقاً: عام 1996 (كدويتو مع غابريل بيرن ونفّذت في فيلم ماد دوغ تايم، عام 1998 بالإسبانية (a Mi Manera) (دويتو مع خوليو إجلسياس) وعام 2007 كدويتو مع جون بون جوفي. وعام 2013 (دويتو مع غارو).

## وصلات خارجية
- كلمات الأغنية الكاملة على مترولايركس